# 대구 용연사 목조아미타여래삼존좌상 및 복장유물
대구 용연사 목조아미타여래삼존좌상 및 복장유물(大邱 龍淵寺 木造阿彌陀如來三尊坐像 및 腹藏遺物)은 대한민국 대구광역시 달성군, 용연사에 있는 조선시대의 불상이다. 2014년 1월 20일 대한민국의 보물 제1813호로 지정되었다.

## 특징
대구 용연사 목조아미타여래삼존좌상 및 복장유물(大邱龍淵寺木造阿彌陀如來三尊坐像및 腹藏遺物)은 복장 후령통을 비롯하여 조성발원문, 복장전적 등 조성 당시의 원형을 갖추고 있어 불교조각사 연구에 귀중한 자료로 판단된다. 조성발원문을 통해 1655년이라는 정확한 조성시기, 봉안사찰, 조성주체, 제작자 등을 알 수 있기 때문에 17세기 불상연구의 기준작이 된다. 또한 1762년의 중수개금기(重修改金記)까지 포함하고 있어 불상의 중수개금 연구에도 중요한 자료이다.
이 불상에 보이는 귀염성이 느껴지는 얼굴, 당당하고 장대한 신체비례, 변화가 거의 없는 강직한 선묘, 무릎 앞에 넓은 주걱모양의 주름을 중심으로 좌우로 밀도 높게 새긴 세밀한 주름 등은 조각승 도우(道祐)의 양식적 특징으로 파악된다. 도우는 17세기 중엽경의 대표적인 조각승으로 무염(無染)의 조각전통을 계승하면서도 얼굴모습이나 옷 주름의 표현 등에서 자신만의 특징을 분명히 드러내고 있는 점도 주목된다. 이 아미타여래삼존좌상은 17세기를 대표하는 무염의 계보를 잇는 도우가 수조각승으로 제작한 작품으로, 이 작품을 통해 도우 작품의 시기별 양식 변화의 양상 및 17세기 시대적인 특징인 대중적인 평담미와 종교성 속에 독자적인 영역을 개척해 나가는 모습을 잘 살펴 볼 수 있다.

## 같이 보기
- 용연사

## 참고 문헌
- 대구 용연사 목조아미타여래삼존좌상 및 복장유물 - 국가유산청 국가유산포털